# Euro-Star
Euro-Star is de benaming voor een serie shorttrackwedstrijden die in West-Europa georganiseerd worden. Indeling vindt plaats op leeftijd. Wel dient een limiet gereden te zijn. 
De top-10 per categorie rijdt na de serie een finale tegen de top-10 afkomstig uit een vergelijkbare serie in het oosten, de Danubia-Cup.